# نيدان (حزم العدين)

تعديل مصدري - تعديل

نيدان هي إحدى قرى عزلة حقين بمديرية حزم العدين التابعة لمحافظة إب، بلغ تعداد سكانها 739 نسمة حسب تعداد اليمن لعام 2004.